# Christian Zimmermann (Textilunternehmer)

Zimmermann-Denkmal in der Entstehungszeit um 1890

Christian Zimmermann (* 2. August 1759 in Apolda; † 17. Januar 1842 ebenda) war ein deutscher Textilverleger und Fabrikant von Kleidungsstücken.

## Leben und Wirken
Zimmermann stammt aus einer Apoldaer Strumpfwirkerfamilie. Auch er erlernte das Handwerk des Strickers. Als er die Strickerwerkstatt des Vaters weiter führte, betrieb er anfänglich nebenher zusammen mit seinem Bruder Samuel noch Landwirtschaft und Handel mit Leder. Zunächst war er einer von 17 Apoldaer Verlegern, die ihre Gewirke zur Weiterverarbeitung an Näherinnen gegen Lohnarbeit vergaben.
1789 wurde Zimmermann der Gründer des ersten Handelshauses für Wirkwaren in Apolda. Er interessierte sich stark für neuartige Wirkstühle, mit denen man günstiger produzieren konnte. 1792 ließ er 20 dieser Stühle für sogenannte „Kastorarbeit“ (Gewirke aus Biberhaar) herrichten. Ab dem Beginn des 19. Jahrhunderts kamen in Apolda weitere neuartige Maschinen zum Einsatz, mit denen die Palette der hergestellten Erzeugnisse deutlich erweitert wurde: der Patentränderstuhl, der Walzenstuhl, der Kettenstuhl und der Deckmaschinenstuhl. Nun konnten nicht nur wie bisher Wolle, sondern auch Baumwolle und Seide auf diesen Maschinen verarbeitet werden.
Nachdem die Kriege und Feldzüge Napoleons mit ihren bedrückenden Auswirkungen auf Bevölkerung und Wirtschaft eine anhaltende Stockung und sogar einen Niedergang des Strickereiwesens bewirkte hatten, war es vor allem Zimmermann zu verdanken, der als Oberältester des Manufaktur-Kollegiums der Stadt für die Erschließung neuer Absatzmärkte jenseits der Grenzen bis nach Russland sorgte. Er besuchte Messen und knüpfte zahlreiche Handelskontakte, was sich schließlich positiv auf die Belebung der Geschäfte auswirkte. Auch technische Neuerungen wie der Einsatz maschinengesponnener Garne bewirkten eine Verbesserung.
Zimmermanns Firma in der Apoldaer Ritterstraße entwickelte sich zum ersten industriellen Textilbetrieb Apoldas. Dort wurden jetzt Wirkstühle in neu errichteten Werkhallen aufgestellt und die Arbeit nicht mehr an häusliche Kleinproduzenten vergeben. Ab 1839 kamen auch sogenannte „Rundstühle“ zum Einsatz, auf denen wiederum mehr und besser produziert werden konnte. Die Verbesserung des Postwesens und der Bau der Eisenbahnstrecke Halle-Weimar sorgten auch für eine den neuen Bedingungen entsprechende Handelstätigkeit für die Textilerzeugnisse Zimmermanns.
Nach Zimmermanns Tod setzte sich der Aufschwung der Textilindustrie rasant fort, und seine Firma errichtete in der Bahnhofstraße und Dornburger Straße neuzeitliche Fabrikgebäude. Der nach den Plänen des Architekten Karl Timler (1836–1905) errichtete und sogenannte „Zimmermann-Bau“ aus dem Jahre 1882 wird seit dem Jahre 1992 als Landratsamt für den Kreis Weimarer Land genutzt.
Zimmermann war zweimal verheiratet und war der Vater von einem Kind aus erster und fünf Kindern aus zweiter Ehe.

## Ehrungen
- Anlässlich seines 50-jährigen Verlegerjubiläums wurde ihm vom Weimarer Hof die „Silberne Civilverdienst-Medaille“ verliehen.[2]
- Am Tag der Vollendung seines 80. Lebensjahres ehrte ihn die Stadt mit einem Festumzug, Ständchen des Städtischen Musikkorps und Festreden.
- Im Jahre 1892 wurde anlässlich des 50. Todestages von Christian Zimmermann ein Denkmal auf dem Apoldaer Karlsplatz (heute Alexander-Puschkin-Platz) errichtet. Sein Erbauer war der Dresdner Bildhauer Ernst Wilhelm Paul. Nachdem das Denkmal mehrfach umgesetzt wurde, kehrte es an seinen Bestimmungsort zurück und mit einer Feier am 2. August 2009 wiedererrichtet.
- An das Wirken von Christian Zimmermann erinnern ein Straßenname, eine Schule und ein Kindergarten der Stadt.